# Tropaeolum slanisii
Tropaeolum slanisii är en krasseväxtart som beskrevs av Bulacio. Tropaeolum slanisii ingår i släktet krassar, och familjen krasseväxter. Inga underarter finns listade i Catalogue of Life.